# Averys Gore
Averys Gore ist ein unincorporated Gore im Essex County im US-Bundesstaat Vermont. Es hatte bei der letzten Volkszählung im Jahr 2020 keine Einwohner und war auch zuvor nie besiedelt worden. Die Verwaltung der Town erfolgt durch das Unified Towns & Gores of Essex County. Es ist Teil der Berlin Micropolitan Statistical Area.

## Geografie

### Geografische Lage
Averill liegt im Nordwesten des Essex Countys, nahe der südlichen Grenze zu Kanada. Mehrere kleine Bäche durchfließen das Gebiet. Die in Richtung Süden fließenden münden im Nulhegan River, die in Richtung Norden im Coaticook River. Es gibt einen größeren See auf dem Gebiet, er besitzt keinen Namen. Die Oberfläche ist hügelig, die höchste Erhebung ist der 1015 m hohe Gore Mountain

### Nachbargemeinden
Alle Entfernungen sind als Luftlinien zwischen den offiziellen Koordinaten der Orte aus der Volkszählung 2010 angegeben.
- Norden: Norton, 2,7 km
- Nordosten: Averill, 17,6 km
- Südosten: Lewis, 9,2 km
- Südwesten: Brighton, 7,4 km
- Westen: Warner’s Grant, 10,5 km

### Klima
Die mittlere Durchschnittstemperatur in Averys Gore liegt zwischen −11,7 °C (11° Fahrenheit) im Januar und 18,3 °C (65° Fahrenheit) im Juli. Damit ist der Ort gegenüber dem langjährigen Mittel der USA um etwa 9 Grad kühler. Die Schneefälle zwischen Mitte Oktober und Mitte Mai liegen mit mehr als zwei Metern etwa doppelt so hoch wie die mittlere Schneehöhe in den USA. Die tägliche Sonnenscheindauer liegt am unteren Rand des Wertespektrums der USA, zwischen September und Mitte Dezember sogar deutlich darunter.

## Geschichte
Averys Gore wurde am 27. Januar 1791 gegründet. Das Gebiet im Essex County gehörte zu acht weiteren Gebieten in sechs Countys, von denen fünf Averys Gore oder Averys Grant hießen. Der Grant umfasste insgesamt 52.000 Acre (21.044 Hektar) und ging an Samuel Avery aus Westminster. Nur zwei der Gebiete bestanden bis ins 20. Jahrhundert noch eigenständig, die anderen wurden von angrenzenden Towns übernommen. Averys Gore im Franklin County wurde im Jahr 1963 zwischen den Towns Montgomery und Belvidere geteilt.
Samuel Avery wurde 1731 in Groton geboren. Er diente in einer Kompanie der Miliz von Connecticut im Siebenjährigen Krieg in Nordamerika. Er war ausgebildeter Anwalt und zog vor dem Amerikanischen Unabhängigkeitskrieg, in dem er in einer Vermonter Einheit diente, nach Vermont. Avery hatte zuvor einen großen Teil aus dem John Henry Lydius Mohawk Tract erworben. Hierbei handelte es sich um einen Massachusetts Grant, der später durch New York aufgenommen wurde, für Land im Westen Vermonts. Nachdem Vermont fremde Landforderungen auf seinem Territorium ablehnte, unterbreitete Avery der Legislative eine Petition um Ersatz für seinen Grant. Da er ein sehr geachteter Bürger von Vermont war, wurde dem stattgegeben, da jedoch kein zusammenhängendes Stück Land in der entsprechenden Größe verfügbar war, wurden ihm über einen Zeitraum von fünf Jahren acht Landstücke zugewiesen, die sich in verschiedenen Countys befanden. Die Ländereien waren wirtschaftlich kaum verwertbar, aus keinem Gebiet entwickelte sich eine Town. Er kaufte weiteres Land in Vermont, auch Land in Ohio, wohin er Ende des 18. Jahrhunderts zog. 1802 zog er nach Oswego, New York, auch dort besaß er einen größeren Landstrich. Er baute ein Herrenhaus und starb 1806 als einer der reichsten Männer des Staates.
Eine Besiedlung des Gebietes Averys Gore im Essex County fand nie statt. Somit gibt es keinerlei infrastrukturelle Einrichtungen und nur wenige unbefestigte Straßen.

## Wirtschaft und Infrastruktur

### Verkehr
In nordsüdlicher Richtung verläuft die Vermont State Route 114 entlang der nördlichen Grenze des Gebietes. Sie verläuft nicht über das Gebiet von Averys Gore. Es gibt nur wenige unbefestigte Straßen in Averys Gore.
Es gibt keine weitere Infrastruktur auf dem Gebiet von Averys Gore.